# First Aid Kit

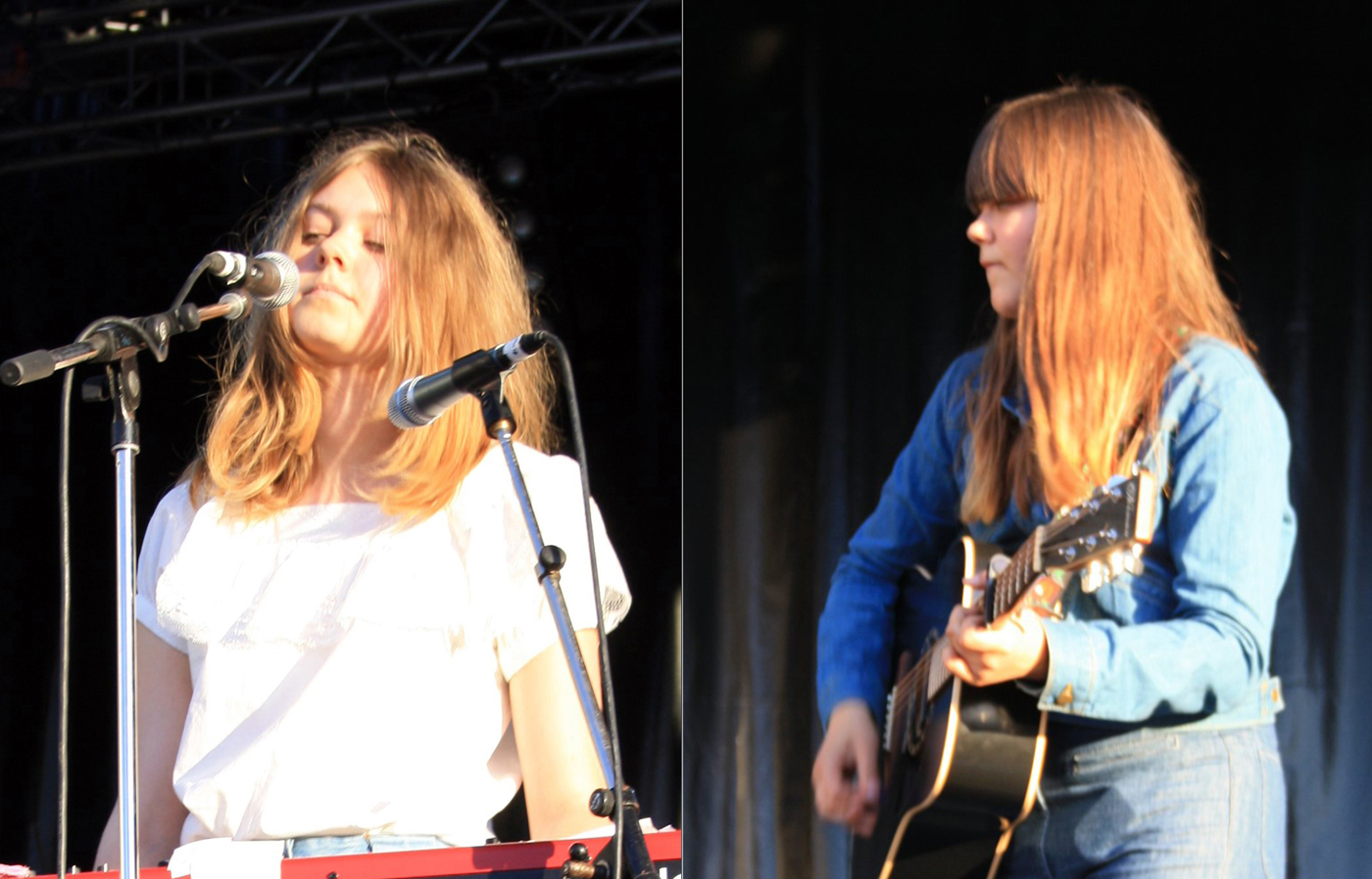
Johanna (izquierda) y Klara Söderberg en Wiesbaden en 2009

First Aid Kit  es un dúo sueco de música folk, formado por Klara Söderberg (voz y guitarra) y su hermana mayor Johanna (teclados y coros). Su cover en YouTube del tema "Tiger Mountain Peasant Song" del grupo Fleet Foxes en 2008 las hizo populares rápidamente en Internet. Después de ello han alcanzado fama internacional interpretando canciones influidas por los estilos country y folk, siendo nominadas en 2015 a los Brit Awards como uno de los cinco mejores grupos internacionales. A partir de ese año, están acompañadas en las giras por los músicos Scott Simpson (percusión) y Melvin 'The Tiger' Duffy (guitarra acústica).

## Biografía
Las hermanas Johanna y Klara Söderberg son originarias de Svedmyra, un suburbio de Estocolmo. Johanna nació el 31 de octubre de 1990 y Klara el 8 de enero de 1993. Su padre fue miembro de la banda de pop-rock sueco Lolita Pop, pero se retiró de la música antes de que Johanna naciera y luego se convirtió en profesor de historia y religión. Su madre es profesora de cine.
Desde la infancia, Klara y Johanna se destacaron en el canto; las canciones favoritas de Klara eran las de la película El mago de Oz (interpretadas por Judy Garland) y la versión de Gloomy Sunday de Billie Holiday, aun sin entender plenamente las letras en inglés. Klara escribió su primera canción "Femton mil i min Barbiebil" ("15 millas en mi auto de Barbie") a la edad de 6 años. 
En 2005, cuando Klara tenía 12 años, un amigo la presentó a la banda Bright Eyes, lo que la influenció en su gusto por artistas country como Johnny Cash, Bob Dylan, Leonard Cohen, The Louvin Brothers, Townes Van Zandt, Gram Parsons y Emmylou Harris. Ese mismo año recibió como regalo de Navidad su primera guitarra, que aprendió a tocar en poco tiempo. Por su parte, Johanna escuchaba música de variadas fuentes, entre ellas Britney Spears y música tecno alemana. Sin embargo, no fue hasta que vio la película O Brother, Where Art Thou? y escuchó su banda sonora que se inspiró para cantar el tema Down to the river to pray con su hermana Klara. Fascinadas con el resultado comenzaron a cantar juntas, primero en su propio entorno familiar y luego en las calles (por ejemplo en el metro de Estocolmo y frente a tiendas de licorería. Eligieron el nombre de la banda al azar, buscando palabras en un diccionario.

## Carrera

### 2007–2009

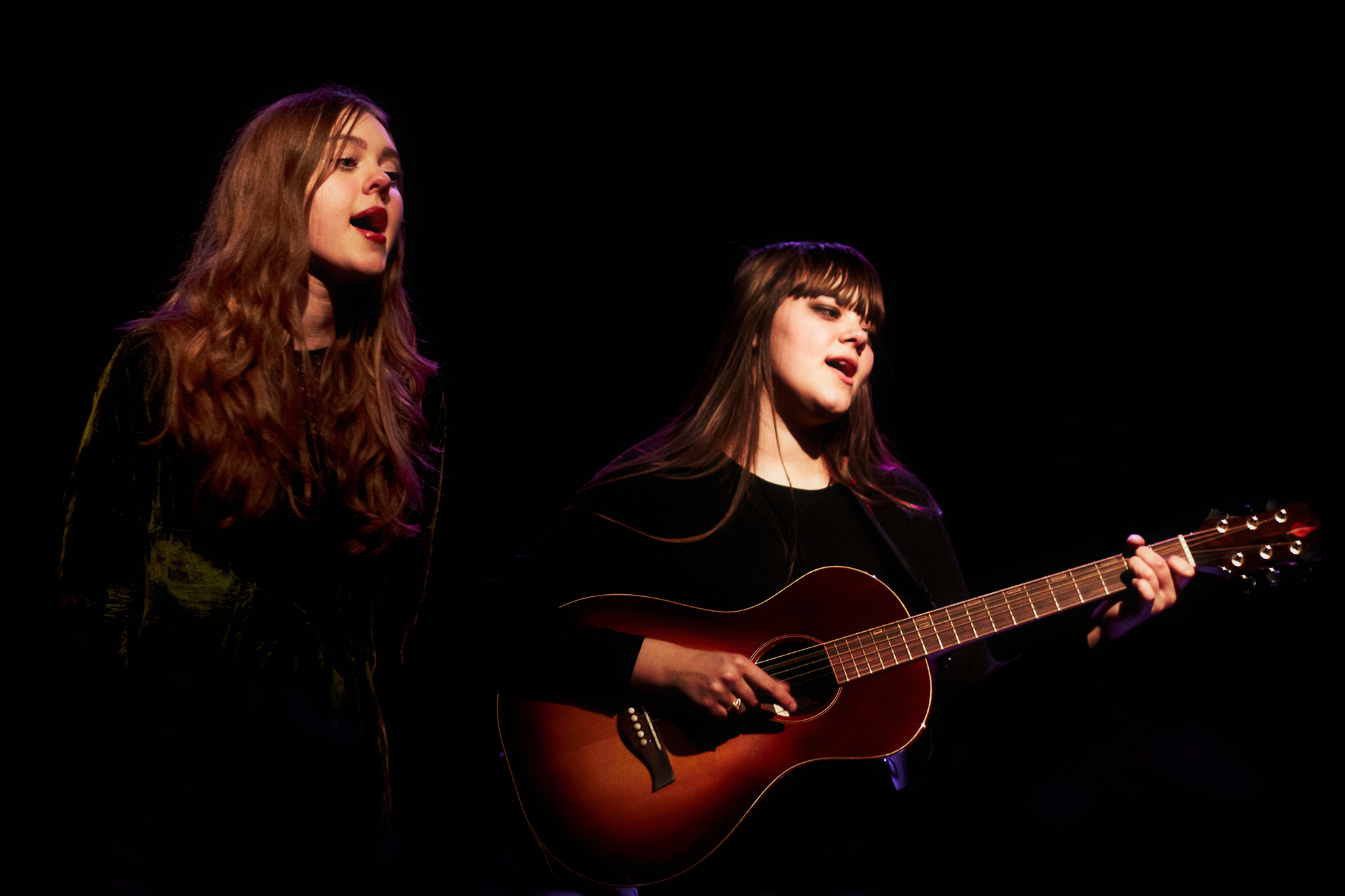
First Aid Kit en Frankfurt, 18 de febrero de 2012

En abril de 2007 las hermanas comenzaron a subir canciones compuestas por ellas a la red social MySpace. Además, enviaron un demo de su canción "Tangerine" a las radios suecas . Inmediatamente fue reproducido al aire y fue seleccionado como una de las mejores canciones del verano 2007 , lo cual llevó a que el dúo fuera convocado a tocar en vivo y recibiera ofertas de compañías discográficas. La primera actuación en vivo oficial de First Aid Kit fue en la librería PUNKtmedis en Estocolmo Varias presentaciones siguieron a esa pero Klara, que tenía entonces 14 años, todavía estaba en la escuela por lo cual solo podían presentarse durante los fines de semana.
Mientras tanto, el hermano más joven de las muchachas iba al mismo preescolar que la hija de Karin Dreijer Andersson, integrante del dúo sueco de electrónica The Knife. Su madre le pidió a Drejter que escuchara la canción de sus hijas en Myspace. Luego de hacerlo y verlas interpretar en vivo, Drejter dijo que el dúo debía estar a salvo de malos acuerdos con la industria, por lo cual decidió alentarlas a firmar contrato con Rabid Records (un sello cuyos copropietarios eran The Knife) bajo condiciones que permitieran al dúo tener control sobre su música y el arte del álbum .
En abril de 2008 se produjo el lanzamiento de su EP Drunken Trees en Suecia . El EP fue producido por su padre y estaba compuesto de una colección de canciones de su sitio de Myspace originalmente llamado "Cross Oceans". Su primera aparición en la TV sueca fue también durante ese mes.

## Miembros
- Klara Söderberg — voz, guitarra (2007–presente)
- Johanna Söderberg — voz, teclados, autoharp (2007–presente)
- Melvin Duffy — guitarra acústica (2013–presente)
- Scott Simpson — percusión (2015–presente)

### Miembros anteriores
- Mattias Bergqvist — percusión (2009-2012)
- Niclas Lindström — percusión (2012-2014)

## Discografía

### Álbumes
- 2010: The Big Black & the Blue
- 2012: The Lion’s Roar
- 2014: Stay Gold
- 2018: Ruins
- 2022: Palomino

### EP
- 2008: Drunken Trees
- 2014: America